# Underground Sun Storage
Das österreichische Forschungsprojekt Underground Sun Storage unter Leitung von RAG Austria AG wurde Mitte 2013 gestartet und im Jahr 2017 positiv abgeschlossen. Ziel des Projektes war die Erforschung von großvolumigen und saisonalen Speichermöglichkeiten von in Wasserstoff umgewandelter erneuerbare Wind- und Sonnenenergie in ehemaligen Erdgaslagerstätten. Basis dafür ist die „Power-to-Gas“ Technologie, durch die der Strom aus erneuerbarer Energie mittels Elektrolyse in Wasserstoff umgewandelt und dadurch in der bestehenden Speicherinfrastruktur speicherbar wird.
Dazu wurden Laborversuche, Simulationen und ein in-situ Versuch im industriellen Maßstab an einer existierenden Sandsteinlagerstätte, deren Eigenschaften mit den großen Erdgaslagerstätten von RAG in Österreich vergleichbar sind, erfolgreich durchgeführt.
Historisch gesehen ist eine Wasserstoffbeimengung zu Methan nicht neu. Bereits das Wiener Stadtgas, das bis in die 1970er Jahre in Wien für Wärme und Beleuchtung eingesetzt wurde, bestand zu 51 % aus Wasserstoff.

## Ergebnisse
Es konnte der Nachweis für die Verträglichkeit von Wasserstoffbeimengungen in ehemaligen Erdgaslagerstätten bis 10 % erbracht werden. Somit gibt es die Möglichkeit, erneuerbare Energie großvolumig saisonal zu speichern und dafür die bestehende Speicherinfrastruktur zu nutzen. Darüber hinaus wurde Potential identifiziert, dass in Erdgaslagerstätten auf natürliche Weise, mittels eines mikrobiologischen Prozesses, der hydrogenotrophe Methanogenese Wasserstoff und Kohlendioxid in Methan umgewandelt wird. Das Verfahren wurde im Jahre 2016 zum Patent angemeldet.
Die Ergebnisse aus dem Projekt „Underground Sun Storage“ bilden somit die Grundlage für das 2018 gestartete Folgeprojekt „Underground Sun Conversion“, dessen Ziel es ist, „Grünes Gas“ in einem natürlichen Prozess aus Wasserstoff (H2) und Kohlendioxid (CO2) in vorhandenen (Poren-)Erdgaslagerstätten in großen Mengen natürlich herzustellen und zu speichern. Es kommt dabei zu einer Bindung von CO2 und ein nachhaltiger Kohlenstoffkreislauf entsteht. Auch dieses Folgeprojekt wird vom Klima- und Energiefonds der österreichischen Bundesregierung als Leitprojekt mit knapp 5 Mio. Euro gefördert.
Das Underground Sun Storage Projekt wurde von RAG Austria AG initiiert und gemeinsam mit den Partnern Montanuniversität Leoben, Universität für Bodenkultur – Department IFA Tulln, Axiom Angewandte Prozesstechnik GmbH, Energieinstitut an der JKU Linz und Verbund AG umgesetzt. Vom österreichischen Klima- und Energiefonds wurde das Projekt als Leitprojekt mit 2,8 Mio. Euro gefördert. Die Gesamtkosten des Projektes lagen bei 4,5 Mio. Euro.

## Hintergrund
Die Klimaziele der EU und der europäischen Regierungen schreiben einen zügigen Ausbau des dekarbonisierten Energiesystems und der erneuerbaren Energieträger vor.
Damit steigt auch der Bedarf an großvolumigen und saisonalen Speichern, mit denen die jahreszeitlichen Schwankungen von Energieernte (Sommersonne) und Energiebedarf (Winter) ausgeglichen und ein hohes Maß an Versorgungssicherheit gewährleistet werden kann. Denn erneuerbare Energiequellen sind in den meisten Fällen nur eingeschränkt steuerbar. Weder Wind noch Sonne richten sich nicht nach dem aktuellen Energieverbrauch. Stromnetze können Energie nicht speichern, aber Lösungen wie Pump- und Batteriespeicher liefern einen Beitrag im Tages- oder Stundenausgleich. Grundsätzlich sind die Netzbetreiber aber gezwungen, die Erzeugung an die Nachfrage exakt anzupassen und gegebenenfalls Überproduktionen zu drosseln und abzuschalten. Ist es aber möglich, große Mengen Strom in Form von Wasserstoff zu speichern und bei Bedarf wieder ins Netz einzuspeisen, führt dies zu einer Sektorkoppelung zwischen Strom und Gas und zeitgleich zu einer Entkopplung von Erzeugung und Verbrauch. Der saisonale Ausgleich kann nur durch großvolumige Gasspeicher, die jederzeit und mit hoher Leistung Gas zur Verfügung stellen können, erbracht werden kann.

## Ablauf
Das Projekt war in zwei Phasen unterteilt. Phase I umfasste Grundlagenuntersuchungen mit dem Ziel, die Umsetzbarkeit eines Feldversuchs zu klären. Dabei galt es insbesondere nachzuweisen, dass die äußere Integrität eines Untertagegasspeichers durch Wasserstoffbeimengungen von 10 Prozent nicht geschmälert wird. Phase II beinhaltete die Planung, Genehmigung, Errichtung und den Betrieb einer Feldversuchsanlage an einer kleinen isolierten Erdgas-Lagerstätte im Raum Vöcklabruck/Österreich. Die Arbeiten wurden anhand der geologischen Situation im Voralpengebiet (Molassezone) durchgeführt und berücksichtigten die technischen Gegebenheiten bei kommerziellen Untertagegasspeichern der RAG Austria AG. Wichtig war es, erstmals praktische und interdisziplinäre Erkenntnisse zum Thema Wasserstoff in Porenspeichern zu gewinnen und diese auch durch einen Feldversuch zu untermauern.